# Chiesa dei Santi Vittore e Corona (Colognola ai Colli)
La chiesa dei Santi Vittore e Corona è la parrocchiale di San Vittore, frazione del comune sparso di Colognola ai Colli, in provincia di Verona. Fa parte dell'unità pastorale di Soave-Monteforte del vicariato dell'Est Veronese nella diocesi di Verona.

## Storia

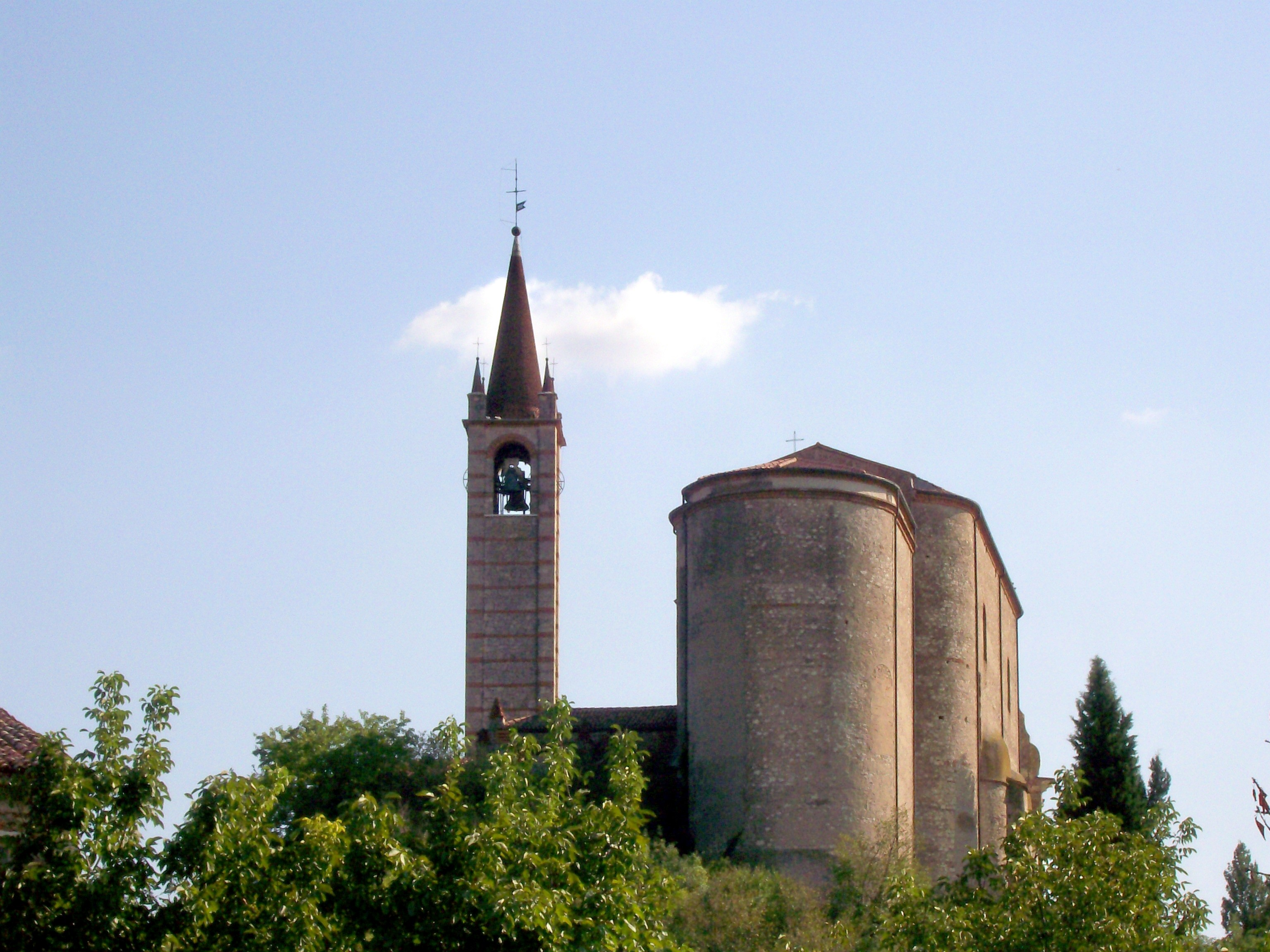
Abside e campanile della chiesa di San Vittore

La prima cappella nella località di San Vittore con dedicazione ai santi Vittore e Corona fu costruita a partire dal X secolo. Un atto scritto risalente al 1350 testimonia che il piccolo luogo di culto in quel periodo rientrava tra le disponibilità dei monaci cluniacensi del monastero maschile di San Gabriele di Cremona.
La chiesa, costruita su uno sperone roccioso, è ben visibile all'interno della Val Tramigna.
Nella visita pastorale del vescovo Ermolao Barbaro il Vecchio viene descritta una chiesa dipendente dalla chiesa parrocchiale di Monte di Colognola. I rapporti con la chiesa madre non furono mai buoni e, nel 1921, il vescovo Bartolomeo Bacilieri eresse la parrocchia di San Vittore.
Nel 1927 iniziarono i lavori per la chiesa recente, inaugurata il 7 settembre 1930 da Giuseppe Manzini, un edificio molto più grande rispetto al precedente con pianta cruciforme, di cui è ancora visibile l'abside sul lato orientale.
L'orientamento venne modificato da ovest-est a nord-sud, in modo che si potesse sia affacciare sulla piccola piazza sia mantenere il presbiterio preesistente per utilizzarlo fino al termine dei lavori. Poiché la chiesa precedente era collocata sul colmo dello sperone roccioso fu necessario erigere un imponente contrafforte sotto l'abside del nuovo edificio..

## Descrizione

### Esterno

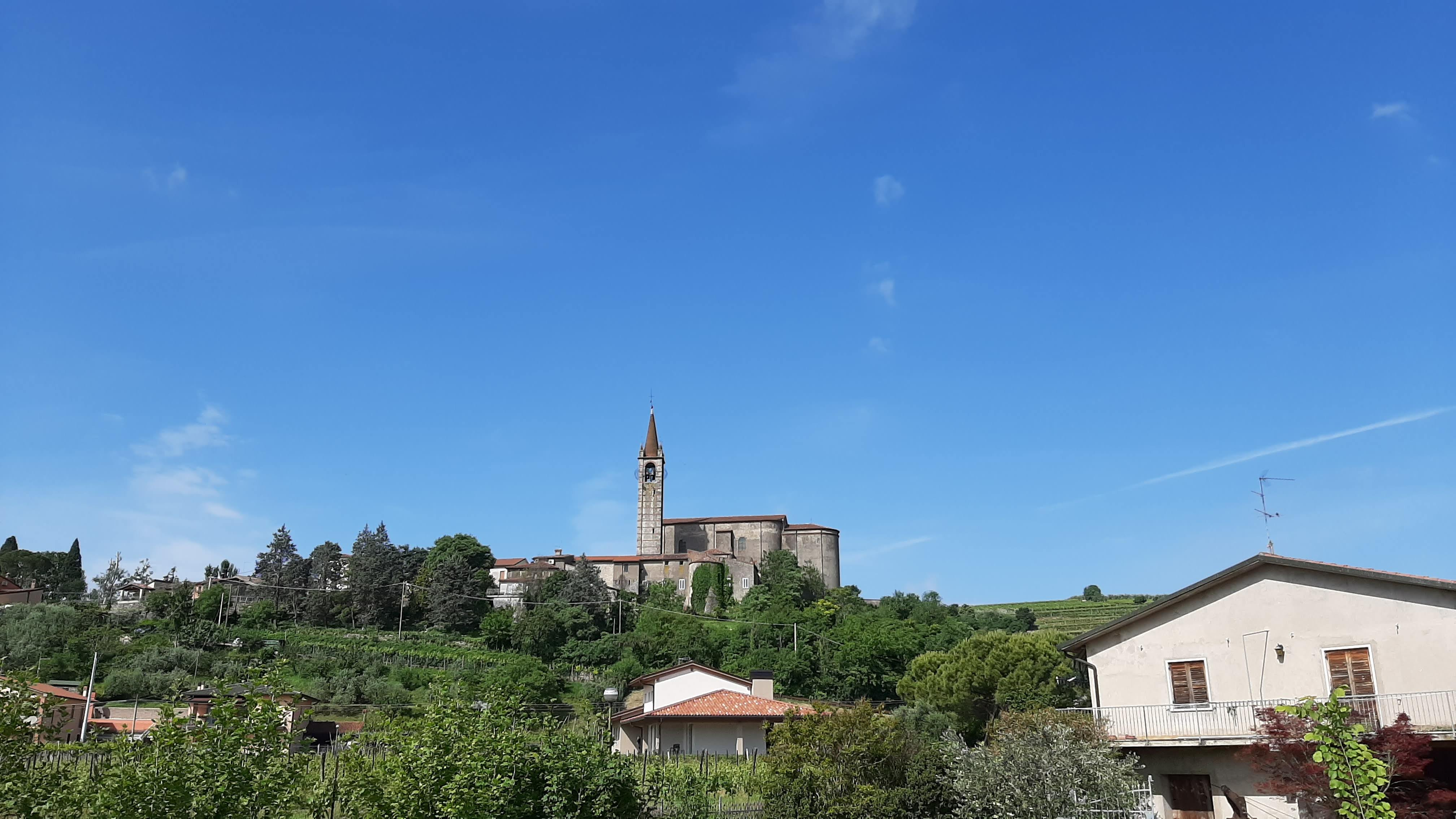
Sul lato est è ancora visibile l'abside della vecchia chiesa.

La facciata, rivolta a sud, a doppio ordine di lesene ioniche, con fronte triangolare, presenta quattro nicchie, rimaste vuote, mentre una monofora, al centro, è simmetrica al portale sottostante.
Forse il modello di tale prospetto è quello della San Paolo in Campo Marzio a Verona.

### Interno
L’interno, a navata unica e copertura a botte, presenta quattro altari sulle pareti laterali, di cui i due più vicini provengono dalla chiesa sconsacrata di Santa Maria Maddalena di Dossobuono. Quello dedicato al Sacro Cuore è della prima metà del Settecento, mentre quello dedicato a Santa Teresa del Bambino Gesù, il primo a destra, è della seconda metà del Settecento, ma presenta la data del 1950, anno in cui fu ricollocato.
Il secondo altare a sinistra, dedicato alla Madonna Addolorata, in marmi policromi, è del 1660, è contiene una Pietà in gesso dipinto e legno della seconda metà dell’Ottocento.
Il secondo altare a destra, dedicato alla Madonna del Rosario, risale al 1700.
L’altare maggiore presenta un paliotto della prima metà del Settecento.
Interessante è la presenza, sulle alte pareti, di otto tele, quasi tutte in deposito temporaneo (alcune dal 1939) dal Museo di Castelvecchio di Verona e provenienti per buona parte da chiese veronesi soppresse.
La Madonna in gloria e santi (prima cappella a sinistra), opera giovanile di Bernardino India, proviene dalla chiesa di San Donato alla Colomba ed è databile al settimo decennio del Cinquecento.
Dello stesso autore, ma opera della maturità, è l'Annunciazione (lato destro, prima dell’abside), datata 1575, a suo tempo in San Domenico dell’Acquatraversa.
La Pentecoste, parete sinistra prima dell’abside, proviene dalla chiesa dello Spirito Santo ed è attribuita a Francesco Badile, opera che ricalca i modi manieristici della metà del Cinquecento.
Nella chiesa sono poi presenti tre dipinti di Sante Creara: l’Incoronazione della Vergine con santi (nel presbiterio, a sinistra, dalla chiesa di Santa Caterina da Siena, datata tra fine Cinquecento e inizio Seicento; Madonna Assunta e santi (presbiterio, a destra), dalla chiesa di Santa Margherita, con gestualità già barocca, è del primo Seicento; lAnnunciazione, nella chiesa di Santa Maria del Giglio, poi in Sant'Orsola, è arrivata nel 1979, sempre databile al primo Seicento.
Il dipinto nell'abside, Quattro santi in adorazione della Croce, sorretta da Sant'Elena è opera tarda di Anselmo Canera, in origine nella chiesa di Santa Croce di Cittadella.
Vicina all’entrata, a destra, è posta la tela di Pasquale Ottino, lo Sposalizio mistico di Santa Caterina, che, affine stilisticamente al San Gioacchino e San Giuseppe della cappella Pellegrini, è databile ai primi anni del terzo decennio del Seicento.

## Campanile e campane

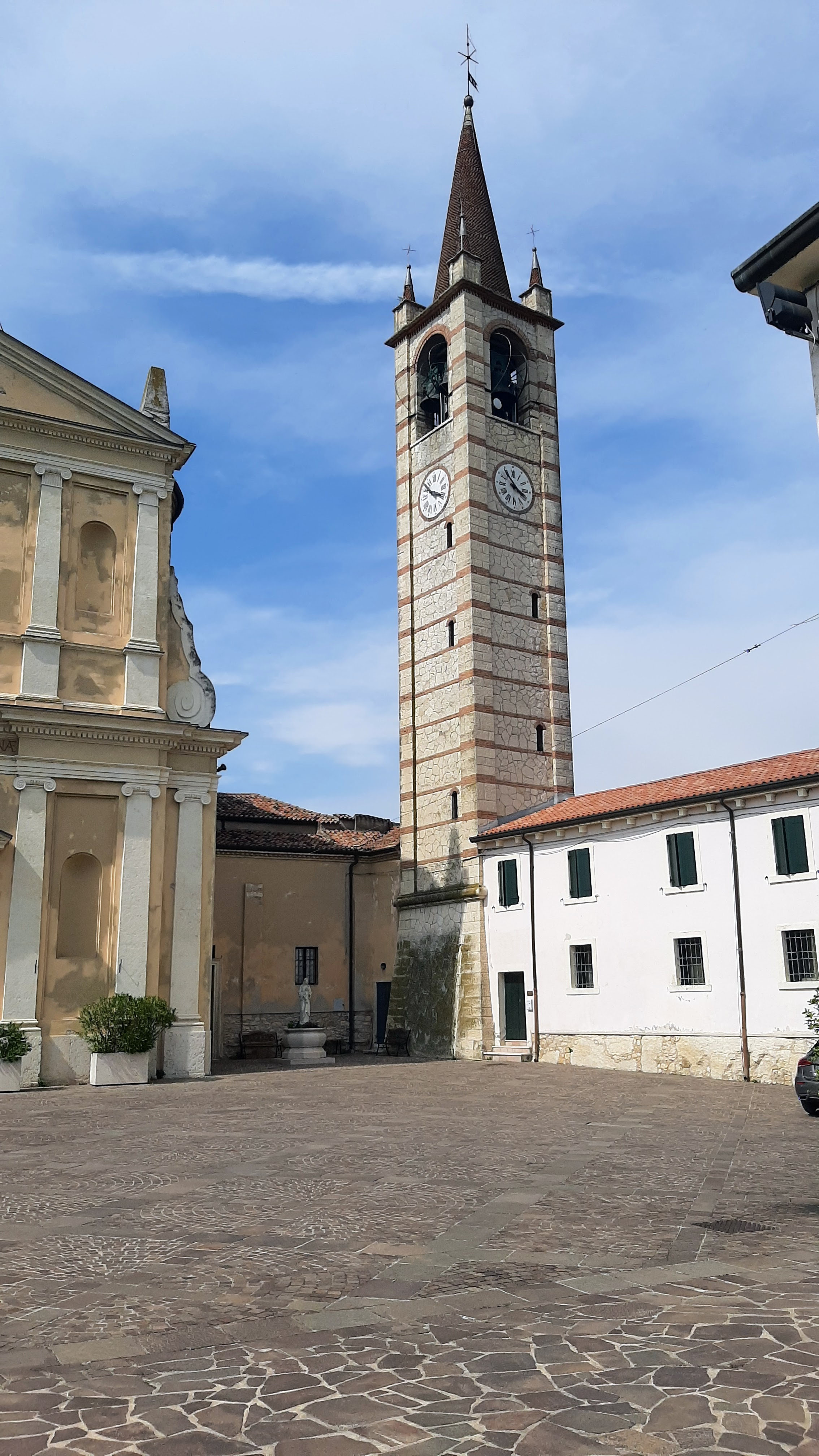
La torre campanaria

La torre campanaria è antecedente alla chiesa attuale, essendo stato costruito nel 1911 in stile neo-romanico.

Staccata dal corpo principale, mostra una struttura robusta, in pietra a vista chiara con inserimenti orizzontali in laterizio rosso.

La cella campanaria, aperta con monofore, ospita 10 campane montate alla veronese, suonabili anche manualmente per la presenza del doppio sistema.
Questi i dati del concerto:
1 – REb3 - diametro 1270 mm - peso 1121 kg - Fusa nel 1925 da Cavadini di Verona
2 – MIb3 - diametro 1135 mm - peso 775 kg - Fusa nel 1911 da Cavadini di Verona
3 – FA3 - diametro 1015 mm - peso 559 kg - Fusa nel 1911 da Cavadini di Verona
4 - SOLb3 - diametro 950 mm - peso 457 kg - Fusa nel 1911 da Cavadini di Verona
5 - LAb3 - diametro 840 mm - peso 321 kg - Fusa nel 1911 da Cavadini di Verona
6 - SIb3 - diametro 750 mm - peso 232 kg - Fusa nel 1923 da Cavadini di Verona
7 – DO4 - diametro 688 mm - peso 205 kg - Fusa nel 2003 da De Poli di Vittorio Veneto
8 – REb4 - diametro 663 mm - peso 176 kg - Fusa nel 2003 da De Poli di Vittorio Veneto
9 – MIb4 - diametro 600 mm - peso 135 kg - Fusa nel 2003 da De Poli di Vittorio Veneto
10 - FA4 - diametro 536 mm - peso 89 kg - Fusa nel 2003 da De Poli di Vittorio Veneto.